# جاك فينش (لاعب كرة قدم)
جاك فينش (بالإنجليزية: Jack Finch)‏ (3 فبراير 1909 في المملكة المتحدة - 15 نوفمبر 1993 في المملكة المتحدة) هو مدرب كرة قدم ولاعب كرة قدم بريطاني في مركز جناح ‏. لعب مع كريستال بالاس وكولتشستر يونايتد ونادي برينتفورد ونادي فولهام وWalthamstow Avenue F.C. ‏.